# Miozină

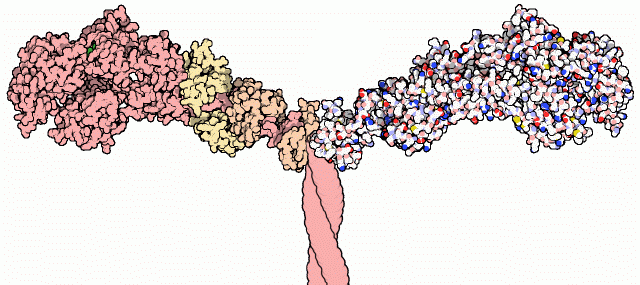
Structură parțială a miozinei II. Atomii din lanțurile grele sunt colorați în roşu (stânga), iar atomii din lanțurile uşoare în galben sau portocaliu.

Miozina este o proteină ATP dependentă cu rol în contracție musculară
precum și într-o gamă foarte variată a proceselor de motilitate la eucariote. Este responsabilă de implicarea actinei în motilitate. Denumirea de miozină a fost folosită inițial pentru a descrie un grup similar de ATPaze, identificate prima dată în celulele musculaturii striate cât și în musculatura netedă. 
Ulterior descoperirii de către Pollard și  Korn (1973) a enzimelor cu funcție  asemănătoare miozinei (myosin –like) in protozoarul Acanthamoeba castellanii, s-au identificat  un număr mai mare de gene ce codau miozina la eucariote. Astfel, deși  inițial s-a considerat  miozina limitată doar la celulele musculare  myo-(s) + -in), s-a constatat că nu există o singură "miozină", ci mai degrabă o superfamilie mare de gene ale căror produse de proteine împărtășesc proprietățile de bază ale legării actinei. 
Practic, toate celulele eucariote contin miozina  sub diverse  izoforme. Unele izoforme s-au specializat în anumite funcții ale tipurilor de celule  (cum ar fi cele  musculare), în timp ce alte izoforme sunt omniprezente. Structura și funcția  miozinei sunt puternic conservate în întreaga specie, cazul în care miozina din mușchi de iepure se va lega la actina de la o amoebă.